# موکی (آریزونا)
موکی (به انگلیسی: Moqui) یک منطقهٔ مسکونی در ایالات متحده آمریکا است که در آریزونا واقع شده‌است. موکی ۱٬۵۱۳ متر بالاتر از سطح دریا واقع شده‌است.